# Cynoglossum amplifolium
Cynoglossum amplifolium är en strävbladig växtart som beskrevs av Ferdinand von Hochstetter och Dc.. Cynoglossum amplifolium ingår i släktet hundtungor, och familjen strävbladiga växter. Utöver nominatformen finns också underarten C. a. subalpinum.